# Królik

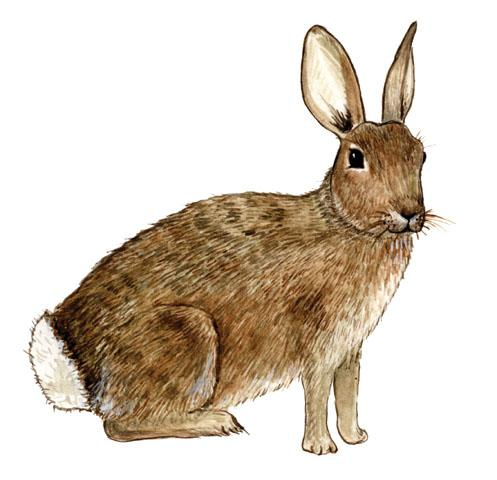
Królik

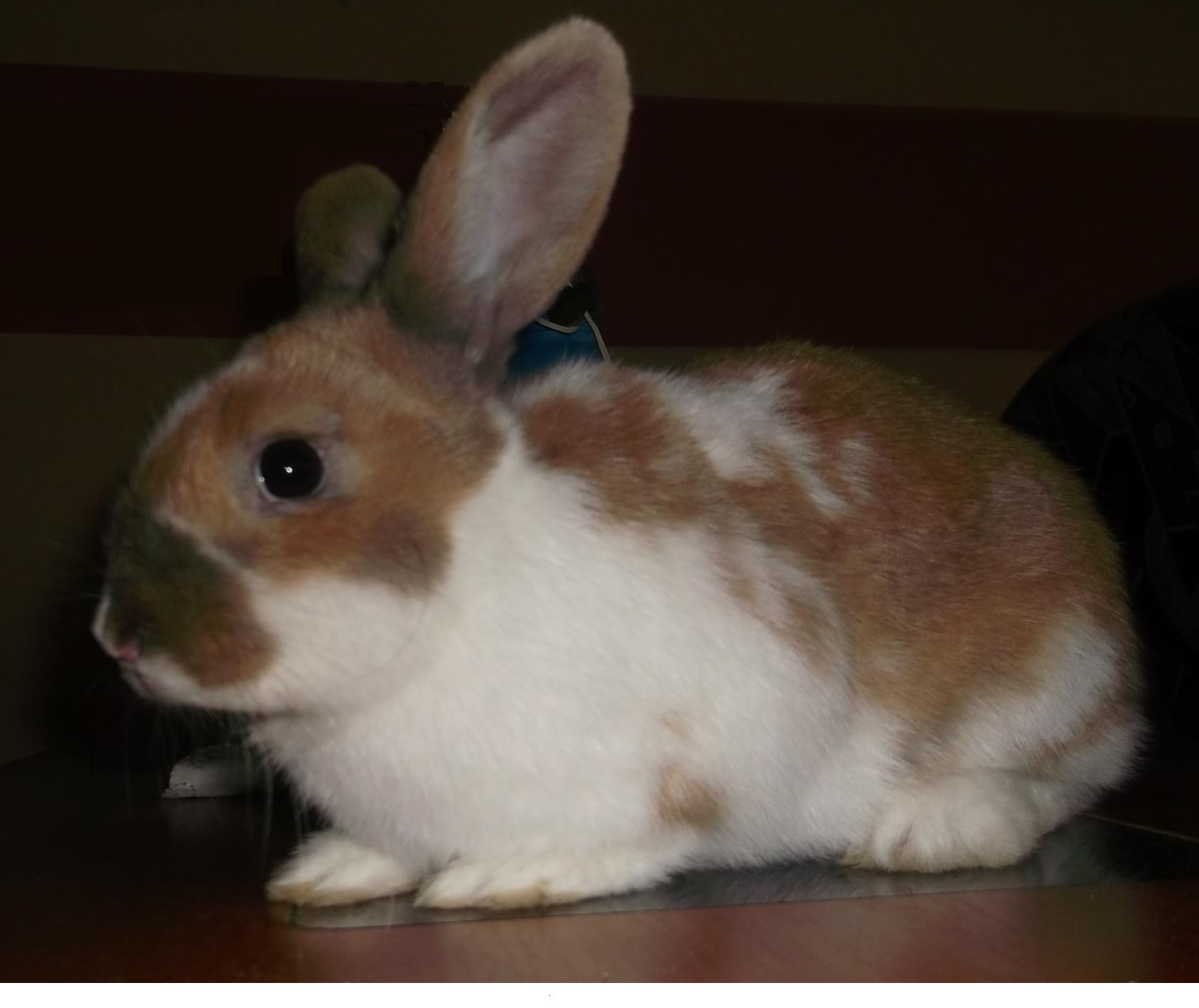
Królik miniaturowy – popularne zwierzę domowe

Królik – polska nazwa zwyczajowa kilku gatunków zajęczaków z rodziny zającowatych. Mianem tym określa się zwierzęta należące do rodzajów Sylvilagus (m.in. królak bagienny i królak błotny) oraz Oryctolagus, do którego należy królik europejski (królik dziki) oraz jego udomowiona forma – królik domowy.

## Króliki w kulturze
- Powieść Richarda Adamsa pt. Wodnikowe Wzgórze
- Cuddles z serialu animowanego Przyjaciele z wesołego lasu
- Piotruś Królik
- Królik Bugs
- Królik Roger z filmu Kto wrobił królika Rogera?
- „króliczki” Playboya
- Królik z książki Alana Alexandra Milne’a pt. Kubuś Puchatek
- Kórliki z gry komputerowej Rayman: Szalone Kórliki
- Reagge Rabits z 4fun.tv
- Maks i Ruby
- Rodzina Rabatków
- Harvey – film z Jamesem Stewartem
- Lola Bunny
- Królik po berlińsku
- Biały Królik z „Alicji w Krainie Czarów” Lewisa Carrolla
- Judy Hopps z filmów Zwierzogród i Zwierzogród 2
- Królik z Caerbannog i „królik trojański” z filmu Monty Python i Święty Graal
- Bonnie the Bunny z serii gier komputerowych Five Nights at Freddy’s
- „Królik” – Nagroda Kulturalna Miasta Gniezna[1]
- Pan Whiskers z serialu animowanego Brenda i pan Whiskers